# 레이디킬러 (2004년 영화)
《레이디킬러》(영어: The Ladykillers)는 2004년 개봉한 미국의 블랙 코미디 범죄 스릴러 영화이다. 조엘과 이선 코언 형제가 감독과 각본을 맡았다. 윌리엄 로즈가 각본을 쓴 1955년 동명 영화가 원작이다.

## 출연진
- 톰 행크스 - 골드스웨이트 히긴슨 도어 박사 역
- 어마 P. 홀 - 마바 먼슨 역
- 말런 웨이언스 - 가웨인 맥샘 역
- J. K. 시먼스 - 가스 팬케이크 역
- 타이 마 - “더 제너럴” 역
- 라이언 허스트 - 럼프 허드슨 역
- 다이앤 델러노 - 마운틴 걸 역
- 조지 월리스 - 와이너 보안관 역
- 스티븐 루트 - 거지 씨 역
- 제이슨 위버 - 위맥 펀테스 역: 흑인 청소부.
- 그레그 그런버그 - 텔레비전 광고 감독 역
- 블레이크 클라크 - 축구 감독 역
- 앨디스 호지 - 도넛 갱스터 역
- 제러미 스와레즈 - 릴 가웨인 역
- 브루스 캠벨 - 휴메인 소사이어티 직원 역 (크레디트 미기재, 카메오)
- 바자린 오덤스 - 로절리 펀테스 역
- 존 매코널 - 보안관보 역
- 프리다 포 선 - 도넛 가게 여성 역

## 기타 제작진
- 공동 제작: 존 캐머런
- 협력 제작: 데이비드 딜리버토, 로버트 그래프
- 배역: 엘런 체노웨스, 레이철 테너
- 미술: 데니스 개스너
- 의상: 메리 조프리스

## 우리말 녹음
MBC 성우진
- 권혁수 - 도어 박사(톰 행크스)
- 정희선 - 마바 먼슨(어마 P. 홀)
- 황일청 - 와이너(조지 월리스)
- 탁재인 - 장군(타이 마) / 지배인(스티븐 루트)
- 김순선 - 마운틴 걸(다이앤 델러노)
- 황윤걸 - 팬케이크(J. K. 시먼스)
- 김강산 - 가웨인(말런 웨이언스)
- 이승환 - 럼프(라이언 허스트)
- 양희문 - 백인 경찰(존 매코널)
- 변종필 - 흑인 청소부(제이슨 위버)
- 김두희 - 광고 제작자(그레그 그런버그)
- 류승곤 - 강도(애머드 잭슨)
- 양준건 - 강도(앨디스 호지)
- 유상우 - 펀테스 부인(바자린 오덤스)
- 이민하 - 흑인 종업원(제니퍼 에컬스)
- 한경화 - 가웨인의 동생(테테 벤)